# 莉莉丝游戏
莉莉丝游戏，全称上海莉莉丝网络科技有限公司，成立于2013年5月，是中国大陆一家以网络游戏为主的公司，因为开发《小冰冰传奇》（原“刀塔传奇”）而知名。公司总部位于中国上海市。

## 游戏产品
- 《小冰冰传奇》，2014年，莉莉丝第一款自研产品《刀塔传奇》（现改名“小冰冰传奇”）正式在App Store上线。

- 《剑与家园》，2017年9月，莉莉丝第二款自研产品《剑与家园》发布。

- 《艾彼》，2017年11月2日，《艾彼》正式上架苹果商店。

- 《万国觉醒》，2018年9月，莉莉丝于海外发布代理发行产品《万国觉醒》。

- 《迷失岛2：时间的灰烬》，2018年，莉莉丝发布《迷失岛2:时间的灰烬》。

- 《剑与远征》，2019年4月，莉莉丝自研项目《剑与远征》上线。

- 《南瓜先生2：九龙城寨》，2020年4月，莉莉丝发布益智解谜类游戏《南瓜先生2：九龙城寨》。

- 《眾神派對》，2022年5月发布卡牌游戏《眾神派對》。

## 相关诉讼
- 2015年3月，莉莉丝游戏向美国加利福利亚州Menlo Park联邦法院提起对美国游戏开发商uCool的诉讼，称uCool的《Heroes Charge》对莉莉丝游戏造成了侵权。[2]
- 2015年5月，Valve以侵犯著作权、商标权和不正当竞争为由起诉中清龙图与莉莉丝游戏，索赔3100万元人民币；北京市海淀区人民法院受理此案。6月，暴雪娱乐作为诉讼第三人加入[3]。2016年5月13日晚间，中清龙图称，中清龙图和莉莉丝游戏将向Valve和暴雪娱乐支付款项，并对《刀塔传奇》的名称和部分美术进行修改；修改后游戏以《小冰冰传奇》发布。[4]

## 外部連結
- 官方网站